# Ян зі Щекоцинів (пом. 1462)
Ян зі Щекоцинів і Войцехова, Ян Щекоцький гербу Одровонж (пом. січень 1462) — військовий і державний діяч Королівства Польського, підкоморій люблінський (1436—1439), стольник сандомирський (1439—1462), маршалок надвірний (1454—1455); староста люблінський (1439—1462) і ґрудзьондзький (1455—1459).

## Життєпис
Ян був наймолодшим сином каштеляна завихостського, вішьлицького та люблінського, старости генерального Великопольського Яна зі Щекоцинів і Офки, доньки Збіґнєва з Вельґомлинів. Мав двох братів — Пйотра Воду та Добєслава.
Вперше згадується у документах 27 грудня 1424 року. Разом із батьком і братами склав 29 березня 1425 року в Сєрадзі присягу вірності королеві Владиславові Яґайлу, пообіцявши, що тенути Ольштин і Бобровники не дістануться нікому, крім монарха, а в разі його смерті — лише королевичу Владиславу або королеві Ядвізі.
У липні 1428 року взяв участь у поході великого литовського князя Вітовта на Новгород, під час якого військовий досвід та лицарське звання.
Наприкінці травня 1436 року став першим осібним підкоморієм люблінським, який не поєднував цей уряд із урядом підкоморія сандомирського. Перебував на посаді до кінця лютого 1439 року.
25 квітня 1438 року в Новому Корчині Ян зі Щекочинів став членом конфедерації Збіґнєва Олешьніцького, спрямованої проти каштеляна бецького Спитка з Мельштина. За різними даними, з кінця 1438 чи з травня 1439 року став старостою люблінським. У лютому 1439 року був призначений також стольником сандомирським. Обидві посади обіймав до кінця життя.
Як довірена особа при дворі, Щекоцький серед інших супроводжував у травні 1440 року королевича Казимира до Литви. Там він виступав проти проголошення останнього у Вільні 29 червня цього ж року, всупереч намірам польського двору, великим князем литовським.
З весни 1441 року Ян перебував у оточенні короля Владислава в Угорщині. У травні 1442 року, під час повернення до Польщі, військо під час постою в Егері було атаковане відділами чехів і німців. Упродовж збройної сутички Ян Щекоцький і Ян Гінча з Роґова були поранені. Протягом 1443—1446 років як асесор чи учасник судового процесу регулярно з'являвся на рочках судових земських у Любліні, як староста брав участь у судах над люблінськими міщанами.
У червні 1447 року Щекоцький декілька днів приймав у себе в Любліні Казимира Ягеллончика, який прямував на коронацію до Кракова; за інформацією Яна Длугоша, останній його за це щедро винагородив. У липні супроводжував короля під час об'їзду Великопольщі, пізніше відбув із монархом до Русі, зокрема, відвідав Львів.
На Люблінському з'їзді в грудні 1452 року Ян зі Щекоцинів разом із Яном Куропатвою був призначений одним із керівників походу затяжних військ проти князя освенцимського Яна IV, який спільно з князем тошецьким Пшемиславом вторглися на польсько-сілезьке пограниччя. На початку 1453 року учасники походу взяли в облогу замок у Освенцимі й змусили князя Яна віддати в заставу все Освенцимське князівство до виплати компенсації за збитки.
У липні 1454 Ян зі Щекоцинів був у Ґрудзьондзі, на спільному з'їзді Казимира IV Ягеллончика з сановниками Пруссії. Потім був призначений командиром військового відділу, що складався з близько 400 вершників, який узяв участь у військових діях проти тевтонських лицарів. Імовірно, саме тоді й у зв'язку з цим завданням він був призначений надвірним маршалком (виступає з цим титулом від 22 вересня 1454 року до 13 січня 1455 року за одночасного перебування на цій посаді Яна Бейзата з Мокрського). Влітку 1454 року керував надвірними хоругвами під Мальборком, підтримуючи сили Прусського союзу під час облоги міста, проте 1 серпня зазнав значних втрат у сутичці з захисниками замку. Дізнавшись про поразку під Хойницями (18 вересня), не чекаючи наказу короля, вранці 21 вересня лицарі в паніці покинули облогу та відступили до Хелмінської землі. Наприкінці вересня Щекоцький перебував у Ґрудзьондзькому замку, ймовірно, вже як місцевий староста (вперше з цим титулом згадується 13 січня 1455 року). Він листувався з великим магістром Тевтонського ордену Людвігом фон Ерліхсгаузеном, зокрема, щодо звільнення в'язнів.
1457 року супроводжував короля під час його урочистого в'їзду до Ґданська. 12 жовтня 1458 року привісив свою печатку до акту польсько-тевтонського перемир'я, укладеного в Прабутах. 26 січня 1459 року востаннє згадується як староста ґрудзьондзький.
Ян Щекоцький підтримував контакти з людьми різних політичних поглядів, але переважно з тими, хто був пов'язаний з королівським двором. Його стосунки з родиною були добрими, він встановив близькі відносини з Яном Куропатвою, Дзєрславом і Яном Ритв'янськими та Пілецькими, а також з деякими представниками місцевої ієрархії Люблінської землі.
Ян зі Щекоцинів ще був живий на переломі 1461 i 1462 років. Згадується як померлий у люблінських земських книгах 18 січня 1462 року.

## Маєтності
29 листопада 1426 року батько Яна Щекоцького заповів синам свої маєтки в Краківській і Люблінській землях. Останній протягом усього життя писався «зі Щекоцинів», хоча не був власником цього міста. Після смерті батька 1433 року Ян із братами провели поділ дідичних маєтностей, в результаті якого йому дістався ключ Войцеховський у Люблінській землі, до складу якого входили: Войцехув, Машкі, Сварочин, Палікіє та Бонткі (частина Машків). Йогшо резиденцією був збудований батьком мурований двір у Войцехові.
Дідичні маєтки Ян розширив 1456 року, придбавши Понікводу (тепер частина міста Люблін). Тоді ж до його володіння потрапили королівські села Ратиборовичі та Кремпець. Він також розпоряджався тенутами, які були принесені йому дружиною як посаг: Піляшковиці на Люблінщині та Нисько й Заосиці на річці Сян у Сандомирській пущі та Млодзеюв Люблінського воєводства. Як староста він тримав також тенути в Шьвіднику-Дужому (1457), Пшибиславицях (1436—1442) та, ймовірно, в Яновицях.

## Сім'я
Ян зі Щекоцинів близько 1430 року одружився з Катажиною, донькою королівського придворного Міколая Чайки з Явора, родичкою краківського єпископа Збіґнєва Олешьніцького. Подружжя мало 5 дітей:
- Збіґнєв (пом. 1490) — канонік сандомирський, староста люблінський (1468—1469);
- Генрик (пом. 1466) — староста люблінський (1462—1466);
- Анна (пом. після 1487) — дружина великого маршалка коронного, каштеляна сандомирського та воєводи краківського Яна Ритв'янського;
- Катажина (пом. 1481) — дружина каштеляна малоґоського, сондецького та войніцького Анджея Тенчинського (пом. 1503);
- Зофія (пом. бл. 1489) — дружина каштеляна бецького, сондецького та вішьлицького, воєводи руського та сандомирського Яна Пілецького[9].